# Cidade Velha
Cidade Velha (tiếng Bồ Đào Nha có nghĩa là "thành phố cổ" còn được gọi là Santiago de Cabo Verde), hay đơn giản chỉ gọi là Sidadi trong tiếng Creole Cabo Verde, là một thành phố nằm ở phía nam đảo Santiago, Cabo Verde. Được thành lập vào năm 1462, nó là khu định cư lâu đời nhất tại Cabo Verde và đã từng là thủ đô của Cabo Verde. Sau khi được gọi là Ribeira Grande, tên của nó được đổi thành Cidade Velha vào cuối thế kỷ 18. Nó cũng là nơi đặt trụ sở của vùng đô thị Ribeira Grande de Santiago.
Nằm ngoài khơi bờ biển tây bắc châu Phi, đây từng là khu định cư thuộc địa châu Âu đầu tiên ở vùng nhiệt đới. Một số thiết kế ban đầu được lên kế hoạch tỉ mỉ tại đây vẫn còn nguyên vẹn, bao gồm một pháo đài hoàng gia, hai nhà thờ và quảng trường thị trấn thế kỷ 16. Ngày nay, Cidade Velha là một điểm dừng vận chuyển Đại Tây Dương và là trung tâm của văn hóa Creole. Nó được UNESCO công nhận là Di sản thế giới từ năm 2009.

## Lịch sử

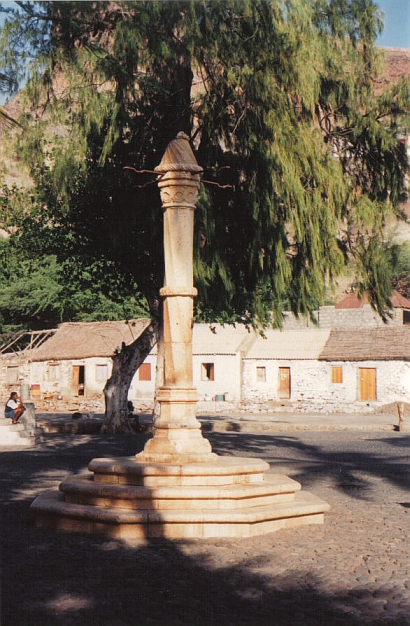
Giá treo cổ Pelourinho tại Cidade Velha

Sau khi đảo này được phát hiện, thị trấn được António da Noli đặt tên là Ribeira Grande (tiếng Bồ Đào Nha để chỉ con sông lớn) vào năm 1462. Năm 1466, khu định cư tại đây trở thành hải cảng quan trọng trong việc buôn bán nô lệ từ Guinea-Bissau và Sierra Leone tới Brasil và khu vực Caribe. Công cuộc buôn bán nô lệ xuyên châu lục này đã biến Cidade Velha thành thành phố giàu có thứ hai trong địa hạt của đế quốc Bồ Đào Nha.
Cảng Cidade Velha là điểm dừng chân của 2 nhà hàng hải lớn: Vasco da Gama vào năm 1497 trên đường tới Ấn Độ của ông và của Christopher Columbus vào năm 1498, trong chuyến đi thứ ba của ông tới châu Mỹ.
Cidade Velha có nhà thờ thuộc địa cổ nhất trên thế giới, xây dựng năm 1495. Pháo đài Real de São Filipe nhìn xuống thị trấn. Nó được xây dựng năm 1590 để bảo vệ thuộc địa của người Bồ Đào Nha trước các cuộc tấn công của người Pháp và Anh. Tuy nhiên, nó bị cướp biển người Pháp cướp phá năm 1712. Thủ phủ sau đó được di chuyển tới Praia năm 1770

## Dân cư
Theo số liệu năm 1990, Cidade Velha có 2.148 dân.
| Dân cư Cidade Velha (1990–2005) | Dân cư Cidade Velha (1990–2005) | Dân cư Cidade Velha (1990–2005) |
| ------------------------------- | ------------------------------- | ------------------------------- |
| 1990                            | 2000                            | 2005                            |
| 2.148                           | —                               | —                               |

## Các đô thị gần nhất
- Rui Vaz, đông bắc
- Praia, đông

## Các khu vực đáng chú ý
- Giá treo cổ Pelourinho - Nằm tại quảng trường thị trấn (praça) và có lịch sử về chế độ nô lệ tại Ribeira Grande từ năm 1513. Nó được dựng lên năm 1520.
- Pháo đài Real de São Filipe, xây dựng năm 1590. Là pháo đài được xây dựng để tấn công cướp biển và bảo vệ thuộc địa Bồ Đào Nha trước người Pháp và Anh. Nó nằm ở độ cao 120 m trên mực nước biển.

## Di sản thế giới
Khu di sản thế giới có diện tích 2,091 km², vùng đệm có diện tích 17,956 km². 
Thị trấn Ribeira Grande, đổi tên thành Cidade Velha vào cuối thế kỷ 18, là tiền đồn thuộc địa châu Âu đầu tiên trong khu vực nhiệt đới. Nằm ở phía nam đảo Santiago, thị trấn có đặc trưng là một số dấu tích ấn tượng trên các đường phố nguyên thủy, bao gồm 2 nhà thờ, một pháo đài hoàng gia và quảng trường Pelourinho với cột đá cẩm thạch trang trí công phu có từ thế kỷ 16.

## Thư viện ảnh

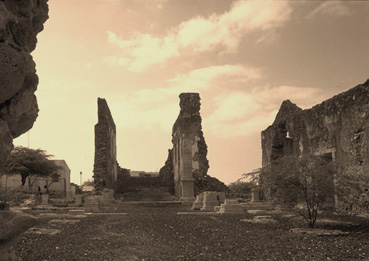
Phế tích của nhà thờ cổ.
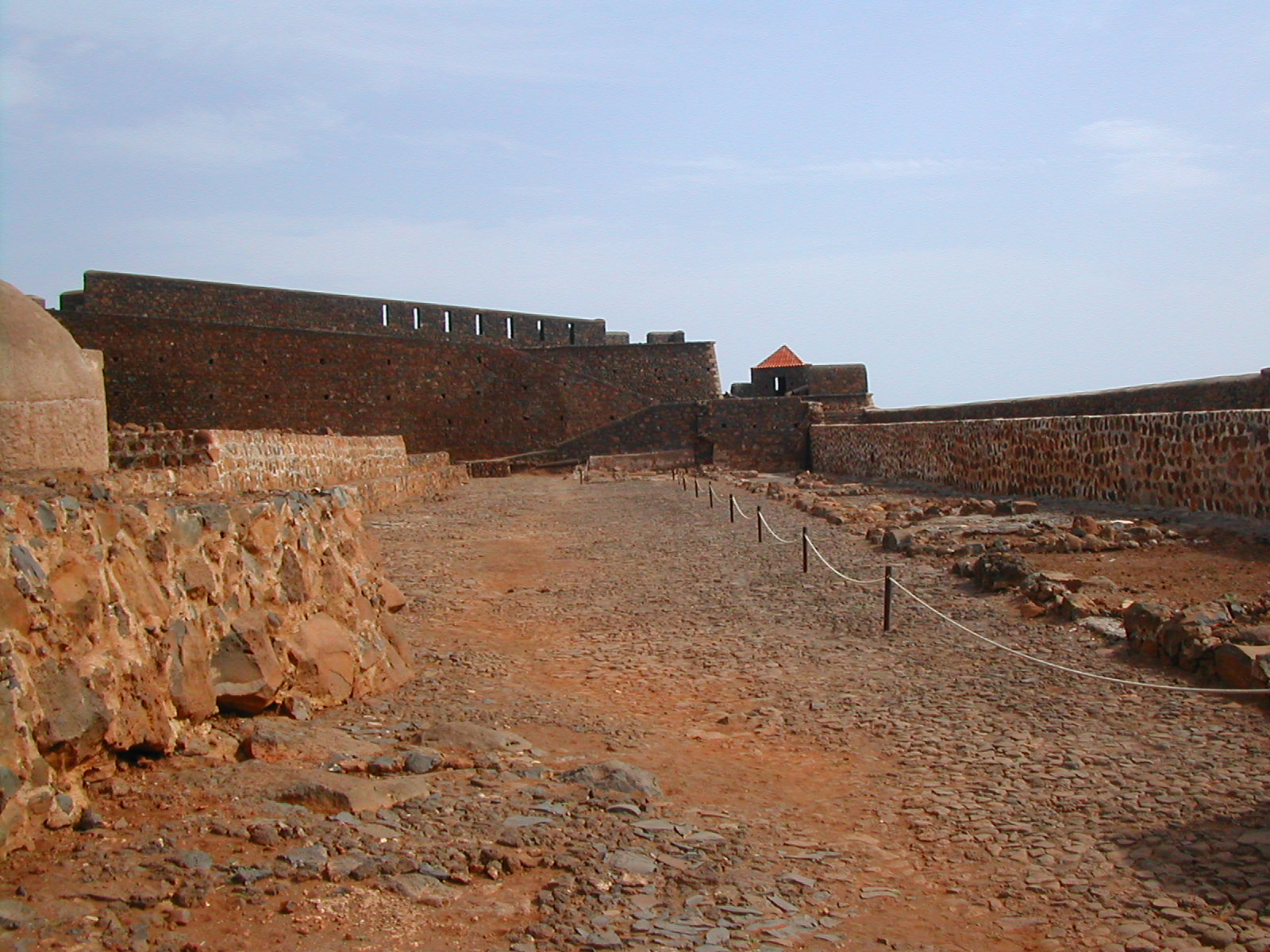
Phế tích pháo đài São Filipe.
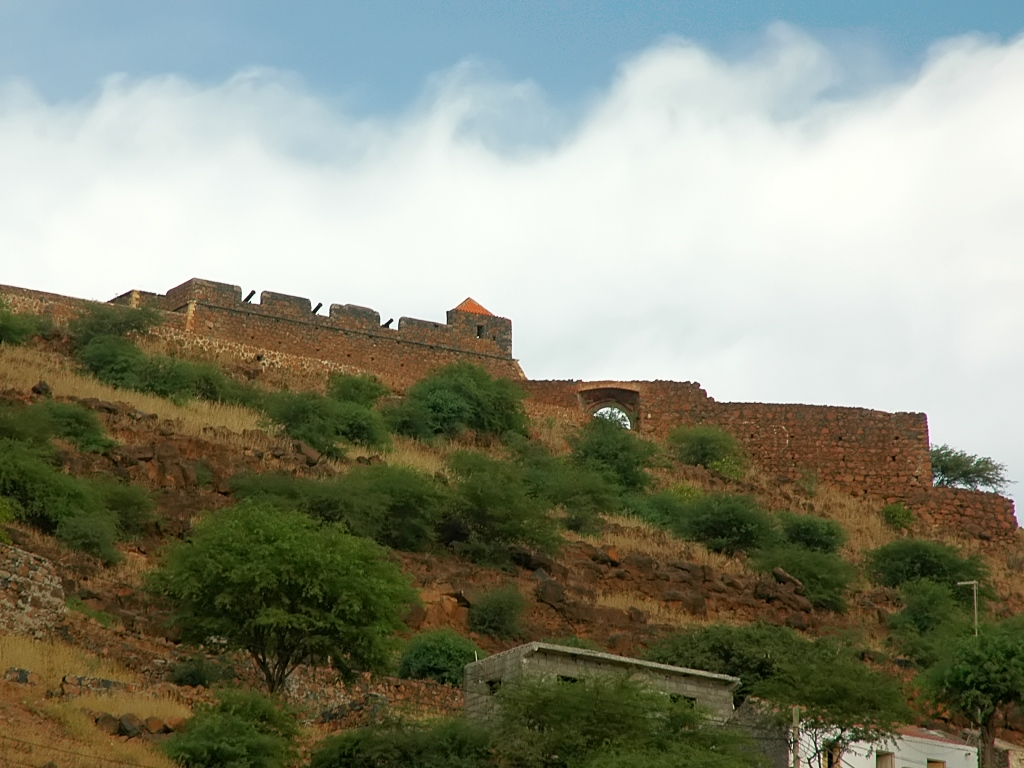
Pháo đài São Filipe